# Criciúma
Criciúma ist eine Stadt im brasilianischen Bundesstaat Santa Catarina. Sie hatte 2011 etwa 194.000 Einwohner. Sie liegt im Süden des Bundesstaates in der Mesoregion Sul Catarinense.
Die Stadt liegt etwa 24 km westlich der Küste des Atlantischen Ozeans, 180 km südlich von Florianópolis, der Hauptstadt des Bundesstaates, und etwa 900 km südlich von São Paulo. Die westlichen Stadtgebiete durchfließt der Rio Sangão.
In Criciúma befindet sich der Sitz des Bistums Criciúma. Bischofskirche ist die Kathedrale São José. Zur Stadt gehört der Flughafen Criciúma.

## Geschichte
Criciúma wurde 1860 von italienischen Auswanderern hauptsächlich aus dem Veneto gegründet.

## Wirtschaft
Criciúma ist ein Zentrum der Kohleförderung, weshalb die Metropolregion auch Região Metropolitana Carbonífera heißt. Ferner ist sie ein bedeutendes Industriezentrum, wo vor allem Produkte für den Innenausbau (z. B. Fliesen und Bodenbeläge) hergestellt werden.

## Bildung
Criciúma ist Sitz der 1997 gegründeten Universidade do Extremo Sul Catarinense (UNESC).

## Sport
Criciúma ist Heimat des von 1945 bis 1969 bestehenden ehemaligen Fußballvereins EC Metropol, des 1946 gegründeten EC Próspera und des 1947 gegründeten Comerciário Esporte Clube, der 1978 in Criciúma EC, die „Tiger“, umbenannt wurde. Größtes Stadion ist das Estádio Heriberto Hülse.

## Söhne und Töchter der Gemeinde
- Juarez Albino Destro (* 1967), römisch-katholischer Ordensgeistlicher und Weihbischof in Porto Alegre
- Luizinho Vieira (* 1972), Fußballspieler und -trainer
- Rafael (* 1978), Fußballspieler
- Douglas dos Santos (* 1982), Fußballspieler
- Patric Cabral Lalau (* 1989), Fußballspieler
- Klauss, eigentlich João Klauss de Mello (* 1997), Fußballspieler